# Джулфа
Джулфа (на азербайджански: Culfa; на арменски: Ջուղա, понякога наричан Джуга,на персийски: جلفای نخجوان) е град в Азербайджан, автономна република Нахичеван, район Джулфа. Река Арас го разделя от иранския град Джулфа, който носи същото име.
Създаден е от арменския крал Тигран I. Голяма част от арменското население тук е изселено в Нова Джулфа от иранския шах Абас I Велики.